# Sân bay Gaoua
Sân bay Gaoua (IATA: XGA, ICAO: DFOG) là một sân bay ở Gaoua, Burkina Faso.